# Барретус
Барретус (порт. Barretos)  —  муниципалитет в Бразилии, входит в штат Сан-Паулу. Составная часть мезорегиона Рибейран-Прету. Входит в экономико-статистический  микрорегион Барретус. Население составляет 110 195 человек на 2006 год. Занимает площадь 1 563,611 км². Плотность населения — 70,5 чел./км².
Праздник города —  25 августа. 

## История
Город основан в 1854 году.

## Статистика
- Валовой внутренний продукт на 2003 составляет 1.130.256.725,00 реалов (данные: Бразильский институт географии и статистики).
- Валовой внутренний продукт на душу населения на 2003 составляет 10.532,24 реалов (данные: Бразильский институт географии и статистики).
- Индекс развития человеческого потенциала на 2000 составляет 0,802 ▲ (данные: Программа развития ООН).

## География
Климат местности: тропический. В соответствии с классификацией Кёппена, климат относится к категории Aw.